# Parasites of Heaven
Parasites of Heaven je čtvrtá sbírka básní kanadského spisovatele a později hudebníka Leonarda Cohena. Vyšla v roce 1966, nedlouho po vydání jeho prvního románu Nádherní poražení (anglicky Beautiful Losers). V českém překladu kniha vydána nebyla. Kniha obsahuje například báseň, ze které později vznikla píseň „Suzanne“. Jde o jeho poslední sbírku nových básní do roku 1972, kdy byla vydána The Energy of Slaves.